# Kline
Kline és una població dels Estats Units a l'estat de Carolina del Sud. Segons el cens del 2000 tenia 238 habitants.

## Demografia
Segons el cens del 2000, Kline tenia 238 habitants, 87 habitatges i 62 famílies. La densitat de població era de 29,5 habitants/km².
Dels 87 habitatges en un 34,5% hi vivien nens de menys de 18 anys, en un 39,1% hi vivien parelles casades, en un 19,5% dones solteres, i en un 27,6% no eren unitats familiars. En el 23% dels habitatges hi vivien persones soles el 14,9% de les quals corresponia a persones de 65 anys o més que vivien soles. El nombre mitjà de persones vivint en cada habitatge era de 2,74 i el nombre mitjà de persones que vivien en cada família era de 3,22.
Per edats la població es repartia de la següent manera: un 29% tenia menys de 18 anys, un 7,1% entre 18 i 24, un 26,5% entre 25 i 44, un 21% de 45 a 60 i un 16,4% 65 anys o més.
L'edat mediana era de 37 anys. Per cada 100 dones de 18 o més anys hi havia 85,7 homes.
La renda mediana per habitatge era de 14.821 $ i la renda mediana per família de 22.083 $. Els homes tenien una renda mediana de 30.179 $ mentre que les dones 17.292 $. La renda per capita de la població era de 10.045 $. Entorn del 36,6% de les famílies i el 45,9% de la població estaven per davall del llindar de pobresa.

## Poblacions més properes
El següent diagrama mostra les poblacions més properes.